# Biblioteca de la Burguesía de Berna

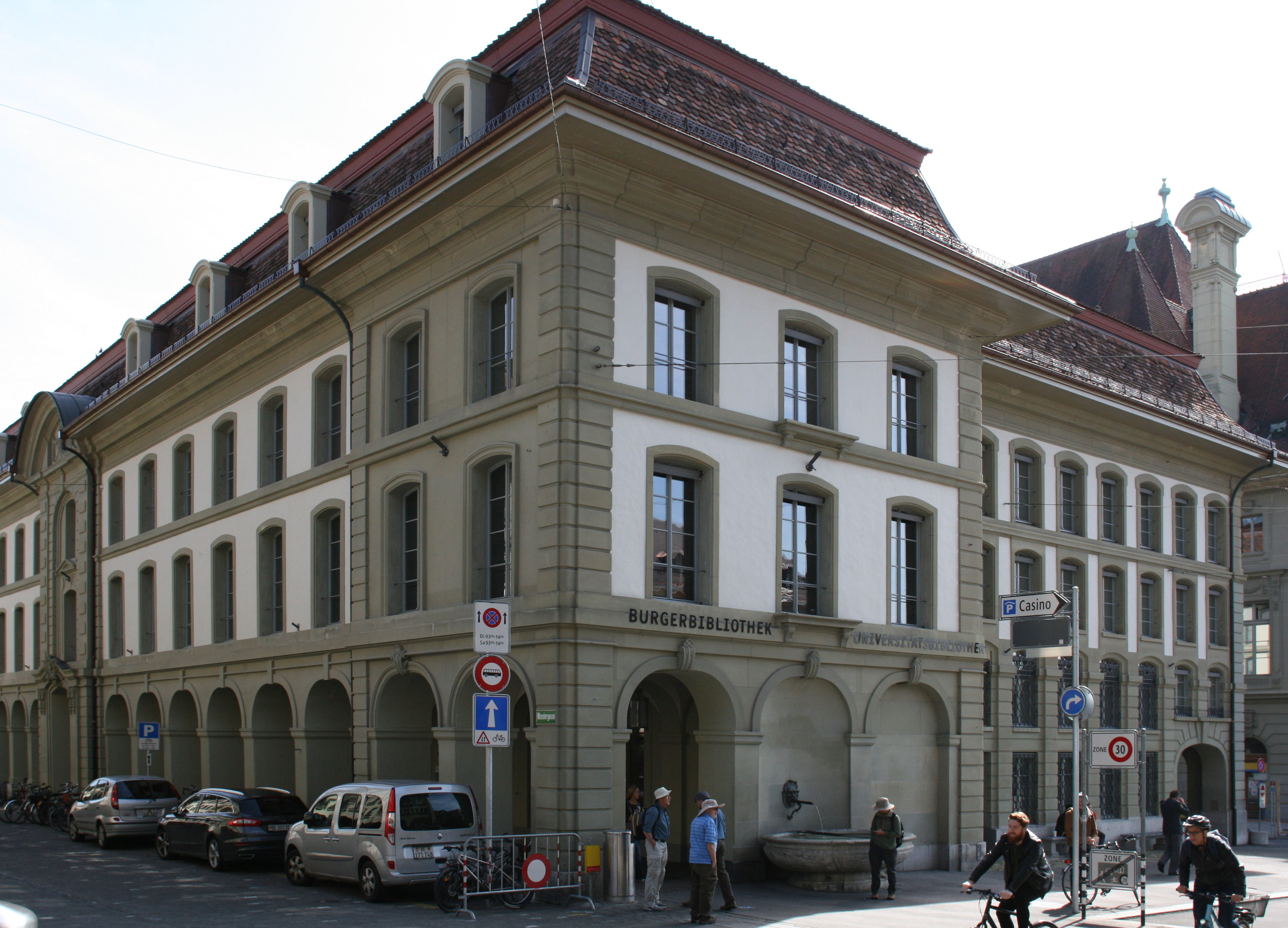
Biblioteca Münstergasse de Berna.

La Biblioteca de la Burguesía de Berna (en alemán: Burgerbibliothek Bern) es una biblioteca pública situada en la ciudad de Berna, Suiza.
La biblioteca fue fundada en 1951. Contiene principalmente manuscritos medievales relacionados con la historia de Suiza, archivos individuales de sociedades o empresas, una colección iconográfica sobre la Burguesía de Berna así como sus corporaciones y abadías.
Contiene particularmente la Scholia Bernensia y el Codex Bernensis/Fragmenta Bernensia.